# ویکتوریا پوستینا
ویکتوریا پوستینا (اوکراینی: Вікторія Василівна Посмітна (Ларссон)؛ ۷ آوریل ۱۹۶۶) وزنه‌بردار اهل اوکراین بود. 